# Tiliaceae
Família das Tiliaceae Juss. (1789), sensu Cronquist, compreende 43 gêneros e 420 espécies, tendo como centros de dispersão, principalmente, o Brasil (regiões Norte, Sul e Sudeste) e o sul da África, apesar de também presentes em zonas temperadas (Tilia).
Desde 1998, a APG reclassifica tal família como subfamília de Malvaceae, Tilioideae.
No Brasil há 14 gêneros e 65 espécies nativas. Há algumas plantas de importância econômica, como as tílias ornamentais, a juta indiana (Corchorus sp.), o medicinal açoita-cavalo (Luehea sp.) e o pau-jangada amazônico (Apeiba sp.). A árvore Christiania africana DC., encontrada no centro da África e na América do Sul, é uma das poucas espécies lenhosas comuns aos dois continentes.

## Informações Botânicas
São árvores, arbustos ou subarbustos, com folhas simples, alternas, estipuladas, em forma de palma, raramente opostas. O indumento geralmente é constituído de pêlos ramificados.
As flores são pequenas ou vistosamente grandes, geralmente reunidas em inflorescências paniculadas, axilares ou terminais, cíclicas, pentâmeras, hermafroditas e diclamídeas. As sépalas (valvares) e pétalas (às vezes ausentes em algumas espécies de Triumfetta) livres ou concrescidas entre si; a corola tem pétalas imbricadas ou torcidas, geralmente providas de um campo de glândulas; normalmente há inúmeros estames, muitas vezes parte transformados em estaminódios, livres ou unidos em feixes ou em anel, inseridos na base das pétalas ou sobre um curto androginóforo; filetes filiformes e anteras ditecas, globosas ou lineares, rimosas ou com poros apicais, que se prolongam em rimas. O ovário é súpero, pentacarpelar e pentalocular, com muitos óvulos; estilete simples, colunar ou dividido no ápice conforme o número de carpelos.
Os frutos são indeiscentes. , baga, seco (aquênio ou esquizocárpico) ou capsular.
As sementes são aladas ou não, em forma de disco, com bordas espessas, turbinadas, globosas, com apêndice apical da carúncula; o endosperma é carnoso ou ausente, embrião reto, com cotilédones orbiculares em forma de coração, emarginados, ou dobrados, com bordas espessas.

## Gêneros
Ancistrocarpus, Apeiba, Asterophorum, Berrya, Brownlowia, Burretiodendron, Christiana, Clappertonia, Colona, Corchorus (50 spp.), Craigia, Desplatsia, Diplodiscus, Duboscia, Eleutherostylis, Entelea, Erinocarpus, Glyphaea, Goethalsia, Grewia (150 spp.), Hainania, Heliocarpus, Hydrogaster, Jarandersonia, Luehea, Lueheopsis, Microcos, Mollia, Mortoniodendron, Neotessmannia, Pentace, Pentaplaris, Pseudocorchorus, Schoutenia, Sicrea, Sparmannia, Tahitia, Tetralix, Tilia (45 spp.), Trichospermum, Triumfetta (100 spp.), Vasivaea, Vinticena.
- Na classificação taxonômica de Jussieu (1789), Tiliaceae é o nome de uma ordem botânica da classe Dicotyledones, Monoclinae (flores hermafroditas ), Polypetalae ( corola com duas ou mais pétalas) e estames hipogínicos (quando os estames estão inseridos abaixo do nível do ovário). A ordem no Sistema de Jussieu apresenta aproximadamente 15 gêneros.